# Ragin', Full On
| Đánh giá chuyên môn | Đánh giá chuyên môn |
| Nguồn đánh giá      | Nguồn đánh giá      |
| Nguồn               | Đánh giá            |
| ------------------- | ------------------- |
| AllMusic            | [ 1 ]               |

Ragin', Full-On là album phòng thu đầu tay của ban nhạc rock Firehose. Nó được phát hành sau khi ban nhạc punk rock Minutemen tan rã do cái chết của tay guitar D. Boon. Mỗi nhạc khúc là đóng góp của một hay hai thành viên trong ban. Album cũng có sự đóng góp của Kira Roessler.

## Danh sách nhạc khúc
1. "Brave Captain" (Ed Crawford, Mike Watt)[1]
2. "Under the Influence of Meat Puppets" (Kira Roessler, Watt)
3. "It Matters" (Roessler, Watt)
4. "Chemical Wire" (Watt)
5. "Another Theory Shot to Shit" (Watt)
6. "On Your Knees" (Crawford, George Hurley)
7. "Locked In" (Rossler, Watt)
8. "The Candle and the Flame" (Crawford, Watt)
9. "Choose Any Memory" (Crawford)
10. "Perfect Pairs" (Crawford, Roessler, Watt)
11. "This..." (Crawford)
12. "Caroms" (Crawford, Hurley)
13. "Relatin' Dudes to Jazz" (Roessler, Watt)
14. "Things Could Turn Around" (Roessler, Watt)

## Nhân sự
- Ed Crawford - guitar, hát
- Mike Watt - guitar bass, hát
- George Hurley - trống